# 奇異積分
奇異積分（singular integral）為一數學名詞，是傅里叶分析的中心概念，和偏微分方程的研究有密切關係。奇異積分是指以下的积分变换：
{\displaystyle T(f)(x)=\int K(x,y)f(y)\,dy,}
其中核函數K : Rn×Rn → Rn在x = y時為奇点，而且當|x − y| 趨近 0時，使得|K(x, y)|的大小漸近趨近|x − y|−n。由於這類積分多半不一定是絕對可積的，因此需針對ε 趨近 0的條件下，在|y − x| > ε區域內的積分極限進行嚴謹的定義，不過在實務上這只是技術細節而已。若要獲得其他結果，例如Lp(Rn)裡的有界，還需要有其他的假設。

## 希爾伯特轉換
希爾伯特轉換H就是典型的奇異積分算子，是和核函數K(x) = 1/(πx)的卷積，更準確的說法是
{\displaystyle H(f)(x)={\frac {1}{\pi }}\lim _{\varepsilon \to 0}\int _{|x-y|>\varepsilon }{\frac {1}{x-y}}f(y)\,dy.}
最直接的高維類比是里斯變換，將K(x) = 1/x改成
{\displaystyle K_{i}(x)={\frac {x_{i}}{|x|^{n+1}}}}
其中i = 1, ..., n，而{\displaystyle x_{i}}是x的第i的分量，x在Rn內。這些算子都在Lp內有界，也滿足弱型態(1, 1)估測。